# Matrice CKM
Nel modello standard della fisica delle particelle, la matrice Cabibbo-Kobayashi-Maskawa (matrice CKM) è una matrice unitaria che contiene informazioni sui decadimenti deboli con cambiamento di sapore. Tecnicamente specifica l'accoppiamento non adatto degli stati quantici dei quark, quando questi si propagano liberamente e quando sono coinvolti nelle interazioni deboli.
Questa matrice è la generalizzazione a tre generazioni di quark della matrice introdotta precedentemente da Nicola Cabibbo, relativa a due generazioni e dipendente dall'angolo di Cabibbo. I fisici giapponesi Makoto Kobayashi e Toshihide Maskawa, che proposero la generalizzazione, vinsero il Premio Nobel per la fisica nel 2008.

## La matrice

### Matrice di Cabibbo

L'angolo di Cabibbo rappresenta la rotazione degli autostati di massa negli autostati deboli. θ_{C} = 13.02°.

Nel 1963, Nicola Cabibbo introdusse l'angolo di Cabibbo (θc) per preservare l'universalità dell'interazione debole. Cabibbo fu ispirato da precedenti lavori di Murray Gell-Mann e Maurice Lévy, sulle correnti deboli vettoriali e assiali, cui fa riferimento.
Alla luce della conoscenza del tempo (non vi era ancora una teoria dei quark), l'angolo di Cabibbo è legato alla probabilità relativa che i quark down e strange decadano in quark up (rispettivamente |Vud|2 e  |Vus|2). Nel gergo della fisica delle particelle, l'oggetto che si accoppia al quark up tramite interazione di corrente carica è una sovrapposizione di quark di tipo down, qui indicato con d′. Matematicamente è dato da:
{\displaystyle d^{\prime }=V_{ud}\,d+V_{us}\,s,}
o usando l'angolo di Cabibbo:
{\displaystyle d^{\prime }=\cos \theta _{\mathrm {c} }\,d+\sin \theta _{\mathrm {c} }\,s.}
Usando i valori accettati per |Vud| e |Vus|, l'angolo di Cabibbo può essere calcolato nel seguente modo:
{\displaystyle \tan \theta _{\mathrm {c} }={\frac {|V_{us}|}{|V_{ud}|}}={\frac {0.22534}{0.97427}}\Rightarrow \theta _{\mathrm {c} }=~13{,}02^{\circ }.}
Quando nel 1974 si scoprì il quark charm, si notò che i quark down e strange potessero decadere nell'up o nel charm, portando a due insiemi di equazioni:
{\displaystyle d^{\prime }=V_{ud}d+V_{us}s;}
{\displaystyle s^{\prime }=V_{cd}d+V_{cs}s,}
o, usando l'angolo di Cabibbo:
{\displaystyle d^{\prime }=\cos {\theta _{\mathrm {c} }}d+\sin {\theta _{\mathrm {c} }}s;}
{\displaystyle s^{\prime }=-\sin {\theta _{\mathrm {c} }}d+\cos {\theta _{\mathrm {c} }}s.}
Queste equazioni possono essere in forma matriciale come:
{\displaystyle {\begin{bmatrix}d^{\prime }\\s^{\prime }\end{bmatrix}}={\begin{bmatrix}V_{ud}&V_{us}\\V_{cd}&V_{cs}\\\end{bmatrix}}{\begin{bmatrix}d\\s\end{bmatrix}},}
o, ancora usando l'angolo di Cabibbo
{\displaystyle {\begin{bmatrix}d^{\prime }\\s^{\prime }\end{bmatrix}}={\begin{bmatrix}\cos {\theta _{\mathrm {c} }}&\sin {\theta _{\mathrm {c} }}\\-\sin {\theta _{\mathrm {c} }}&\cos {\theta _{\mathrm {c} }}\\\end{bmatrix}}{\begin{bmatrix}d\\s\end{bmatrix}},}
dove i {\displaystyle |V_{ij}|^{2}} rappresentano la probabilità che il quark di sapore j decada in un quark di sapore i. Questa matrice 2×2 è chiamata matrice di Cabibbo.

### Matrice CKM
Kobayashi e Maskawa generalizzarono la matrice di Cabibbo, arrivando alla matrice CKM:
{\displaystyle {\begin{bmatrix}V_{ud}&V_{us}&V_{ub}\\V_{cd}&V_{cs}&V_{cb}\\V_{td}&V_{ts}&V_{tb}\end{bmatrix}}}
che agisce su un'autostato dell'interazione forte dei quark dando un'autostato dell'interazione debole dei quark, nel modo seguente:
{\displaystyle {\begin{bmatrix}V_{ud}&V_{us}&V_{ub}\\V_{cd}&V_{cs}&V_{cb}\\V_{td}&V_{ts}&V_{tb}\end{bmatrix}}{\begin{bmatrix}d\\s\\b\end{bmatrix}}={\begin{bmatrix}d'\\s'\\b'\end{bmatrix}}}
Al 2020, la migliore determinazione sperimentale dei moduli degli elementi della matrice CKM era:
{\displaystyle {\begin{bmatrix}|V_{ud}|&|V_{us}|&|V_{ub}|\\|V_{cd}|&|V_{cs}|&|V_{cb}|\\|V_{td}|&|V_{ts}|&|V_{tb}|\end{bmatrix}}={\begin{bmatrix}0.97370\pm 0.00014&0.2245\pm 0.0008&0.00382\pm 0.00024\\0.221\pm 0.004&0.987\pm 0.011&0.0410\pm 0.0014\\0.0080\pm 0.0003&0.0388\pm 0.0011&1.013\pm 0.030\end{bmatrix}}.}

## Calcoli
Per procedere ulteriormente bisogna calcolare il numero di parametri di questa matrice V. Se ci sono N generazioni di quark (cioè 2N sapori) allora:
1. Una matrice complessa N×N contiene 2N2 numeri reali, cioè 2 per ogni dato.
2. Il vincolo dell'unitarietà è {\textstyle \sum _{k}V_{ik}^{\,}V_{jk}^{*}=\delta _{ij}}. Pertanto per i termini per la diagonale ({\displaystyle i=j}) vi sono N vincoli e per i rimanenti termini N(N−1). Il numero di numeri reali indipendenti in una matrice unitaria e dunque N2.
3. Una fase può essere assorbita in ciascun campo quantico. Una fase generale comune non è osservabile. Quindi vi sono 2N−1 numeri indipendenti in meno dando un numero totale di variabili libere di (N-1)2.
4. Di questi, N(N−1)/2 sono angoli di rotazione detti angoli di mescolamento dei quark.
5. I rimanenti (N−1)(N−2)/2 sono fasi complesse che sono responsabili della violazione della simmetria CP.

## Osservazioni e previsioni
L'idea di Cabibbo era nata dalla necessità di spiegare due fenomeni: 
1. le transizioni u↔d e e↔νe, μ↔νμ hanno larghezze simili.
2. le transizioni con variazioni della stranezza ΔS=1 hanno larghezza uguale a 1/4 di quella con ΔS=0.

La soluzione di Cabibbo fu di postulare debole universalità per risolvere il primo problema, insieme con un angolo misto θc, chiamato angolo di Cabibbo, tra i quark d e s per risolvere il secondo problema.
Per due generazioni di quark non vi sono fasi di violazione CP, come mostrato precedentemente. Poiché le violazioni CP sono state viste nei decadimenti del kaone neutro fin dal 1964, l'immediata successiva comparsa del Modello standard fu un chiaro segno dell'esistenza di una terza generazione di quark, come puntualizzato da Kobayashi e Maskawa. La scoperta del quark bottom presso il Fermilab (per opera del gruppo di Leon Max Lederman) nel 1976, diede immediato inizio alla ricerca del quark mancante di terza generazione, il quark top.

## Universalità debole
Il vincolo dell'unitarietà della matrice CKM sui termini diagonali può essere scritta come
{\displaystyle \sum _{j}|V_{ij}|^{2}=1}
per tutte le generazioni i. Questo implica che la somma di tutti gli accoppiamenti di qualsiasi quark di tipo up con i quark di tipo down è la stessa per tutte le generazioni. Questa relazione fu chiamata universalità delle interazioni deboli da Nicola Cabibbo, che per primo la segnalò nel 1967. Dal punto di vista teorico essa è una conseguenza del fatto che tutte le coppie SU(2) si accoppiano con la stessa forza ai bosoni vettori delle interazioni deboli. Essa è stata oggetto di ripetute verifiche sperimentali.

## Triangoli di unitarietà

Rappresentazione di un triangolo di unitarietà sul piano complesso

I vincoli di unitarietà della matrice CKM sui termini non diagonali possono essere scritti come
{\displaystyle \sum _{k}V_{ik}^{\,}V_{jk}^{*}=0}
che, fissati {\displaystyle i} e {\displaystyle j}, rappresenta un vincolo su tre numeri complessi, uno per ciascun {\displaystyle k}. Questi numeri complessi possono essere considerati come i vertici di un triangolo sul piano complesso. Vi sono sei possibilità di {\displaystyle i} e {\displaystyle j} e quindi sei triangoli, ciascuno dei quali è chiamato "triangolo di unitarietà" (unitarity triangle). La loro forma può essere molto differente ma hanno la stessa area che può essere messa in relazione con la fase di violazione CP. L'orientamento dei triangoli dipende dalle fasi dei campi dei quark.
Poiché i tre lati dei triangoli sono suscettibili di verifica diretta, al pari dei tre angoli, una serie di test del Modello standard è rivolta all'accertamento della chiusura del triangolo, la quale corrisponderebbe alla conferma sperimentale dell'unitarietà della matrice CKM. Questo è lo scopo di una serie recente di esperimenti in corso in Giappone (esperimento Belle) e in California (esperimento BaBar).

## Parametrizzazioni
La matrice CKM è definita completamente da quattro parametri indipendenti, la scelta dei quali può dar luogo a diverse parametrizzazioni.

### Parametrizzazione KM
La parametrizzazione di Kobayashi e Maskawa usa tre angoli ({\displaystyle \theta _{1}}, {\displaystyle \theta _{2}}, {\displaystyle \theta _{3}}) e una fase di violazione CP ({\displaystyle \delta }), dove l'angolo di Cabibbo è {\displaystyle \theta _{1}}. I coseni e i seni del generico angolo {\displaystyle \theta _{k}} sono indicati rispettivamente con {\displaystyle c_{k}} e {\displaystyle s_{k}}. al variare di {\displaystyle k}. 
{\displaystyle {\begin{bmatrix}c_{1}&-s_{1}c_{3}&-s_{1}s_{3}\\s_{1}c_{2}&c_{1}c_{2}c_{3}-s_{2}s_{3}e^{i\delta }&c_{1}c_{2}s_{3}+s_{2}c_{3}e^{i\delta }\\s_{1}s_{2}&c_{1}s_{2}c_{3}+c_{2}s_{3}e^{i\delta }&c_{1}s_{2}s_{3}-c_{2}c_{3}e^{i\delta }\end{bmatrix}}.}

### Parametrizzazione "standard"
Una parametrizzazione "standard" della matrice CKM usa i tre angoli di Eulero ({\displaystyle \theta _{12}},{\displaystyle \theta _{13}},{\displaystyle \theta _{23}}) e una fase ({\displaystyle \delta _{13}}), dove {\displaystyle \theta _{12}} è l'angolo di Cabibbo. Gli accoppiamenti tra le generazioni di quark {\displaystyle \jmath } e {\displaystyle k} sono nulli se {\displaystyle \theta _{jk}=0}. I coseni e i seni sono indicati rispettivamente con {\displaystyle c_{jk}} e {\displaystyle s_{jk}}.
{\displaystyle {\begin{aligned}&{\begin{bmatrix}1&0&0\\0&c_{23}&s_{23}\\0&-s_{23}&c_{23}\end{bmatrix}}{\begin{bmatrix}c_{13}&0&s_{13}e^{-i\delta _{13}}\\0&1&0\\-s_{13}e^{i\delta _{13}}&0&c_{13}\end{bmatrix}}{\begin{bmatrix}c_{12}&s_{12}&0\\-s_{12}&c_{12}&0\\0&0&1\end{bmatrix}}\\&={\begin{bmatrix}c_{12}c_{13}&s_{12}c_{13}&s_{13}e^{-i\delta _{13}}\\-s_{12}c_{23}-c_{12}s_{23}s_{13}e^{i\delta _{13}}&c_{12}c_{23}-s_{12}s_{23}s_{13}e^{i\delta _{13}}&s_{23}c_{13}\\s_{12}s_{23}-c_{12}c_{23}s_{13}e^{i\delta _{13}}&-c_{12}s_{23}-s_{12}c_{23}s_{13}e^{i\delta _{13}}&c_{23}c_{13}\end{bmatrix}}.\end{aligned}}}
I valori del 2008 per i parametri standard erano:
{\displaystyle \theta _{12}} = 13,04±0,05°, {\displaystyle \theta _{13}} = 0,201±0,011°, {\displaystyle \theta _{23}} = 2,38±0,06°
e
{\displaystyle \delta _{13}} = 1,20±0,08 radianti = 68,8±4,5°.

### Parametrizzazione di Wolfenstein
Una terza parametrizzazione fu introdotta dal fisico statunitense Lincoln Wolfenstein con i quattro parametri {\displaystyle \lambda }, {\displaystyle A}, {\displaystyle \rho } e {\displaystyle \eta } che sarebbero tutti nulli se non ci fossero accoppiamenti. Questi quattro parametri hanno la proprietà che sono tutti di ordine 1 e sono correlati ai parametri 'standard':
| {\displaystyle \lambda =s_{12}~,}                                      | {\displaystyle \lambda =s_{12}~,} |
| {\displaystyle A\lambda ^{2}=s_{23}~,}                                 | {\displaystyle A={\frac {s_{23}}{\;s_{12}^{2}\;}}~,} |
| {\displaystyle A\lambda ^{3}(\rho -i\eta )=s_{13}e^{i\delta }~,\quad } | {\displaystyle \rho =\operatorname {\mathcal {R_{e}}} \left\{{\frac {\;s_{13}\,e^{i\delta }\;}{s_{12}\,s_{23}}}\right\}~,\quad \eta =-\operatorname {\mathcal {I_{m}}} \left\{{\frac {\;s_{13}\,e^{i\delta }\;}{s_{12}\,s_{23}}}\right\}~.} |
Nonostante la parametrizzazione di Wolfenstein possa essere sempre più precisa a ordini superiori, si usa principalmente come una comoda approssimazione della parametrizzazione standard. L'approssimazione all'ordine {\displaystyle \lambda ^{3}}, con un'accuratezza migliore del 0,3%, è:
{\displaystyle {\begin{bmatrix}1-{\tfrac {1}{2}}\lambda ^{2}&\lambda &A\lambda ^{3}(\rho -i\eta )\\-\lambda &1-{\tfrac {1}{2}}\lambda ^{2}&A\lambda ^{2}\\A\lambda ^{3}(1-\rho -i\eta )&-A\lambda ^{2}&1\end{bmatrix}}+O(\lambda ^{4})~.}
Una misura della violazione CP è data dai parametri {\displaystyle \rho } e {\displaystyle \eta }. Riprendendo i valori del 2008 per i parametri standard, i valori dei parametri di Wolfenstein sono:
{\displaystyle \lambda } = 0,2257+0,0009
−0,0010,     {\displaystyle A} = 0,814+0,021
−0,022,     {\displaystyle \rho } = 0,135+0,031
−0,016,   e   {\displaystyle \eta } = 0,349+0,015
−0,017.